# Hosties miraculeuses de Faverney
 (avril 2025).
Les Hosties miraculeuses de Faverney, ou Saintes Hosties de Faverney, font référence à un supposé miracle eucharistique, qui se serait produit les 26 et 27 mai 1608, soit le lendemain et le surlendemain de la Pentecôte, en l'église abbatiale de l'abbaye de Faverney, sise dans l'ancien comté de Bourgogne, aujourd'hui dans le département de la Haute-Saône et la région Franche-Comté.
Un ostensoir, contenant deux hosties consacrées la veille de la Pentecôte, serait resté suspendu dans les airs durant 33 heures, avant de redescendre se poser, devant un millier de témoins assistant à l'office.
Bien que publié par l'archevêque de Besançon, Ferdinand de Rye, dès le 10 juillet 1608, le miracle n'est officiellement reconnu par le Saint-Siège que le 16 mai 1864, sur décision du pape Pie IX. L'unique hostie ayant survécu à la Révolution est depuis exposée dans son reliquaire-ostension tous les lundis de Pentecôte dans l'église abbatiale.

## Le miracle
La veille de la Pentecôte, le samedi 24 mai 1608, les moines de l'abbaye de Faverney préparent un reposoir, près de la grille du chœur, du côté de l'Évangile.
Lors des Vêpres, le prieur y pose un reliquaire-ostensoir contenant, dans un tube de cristal, un doigt de sainte Agathe, et au-dessus, dans une grande lunule d'argent, deux hosties consacrées à la messe du matin.
Les moines placent encore de part et d'autre, deux veilleuses et deux chandeliers d'étain, et sur le devant, un bref apostolique du pape Clément VIII, accordant des indulgences, et la lettre de Ferdinand de Rye, qui en autorisait la publication. Le lendemain, jour de Pentecôte, l'adoration du Saint Sacrement se poursuit normalement, et les Vêpres dites, l'église est fermée à clef pour la nuit.
Mais, lorsque le lendemain matin, vers 3 h, le sacristain, Dom Jean Garnier, se rend à l'église pour y sonner les matines, il trouve une épaisse fumée, le reposoir calciné. Les cierges, en fondant, ont mis le feu à l'autel. L'alerte donnée, les moines s'agenouillent pour recueillir les débris en quête d'un quelconque vestige. Ils retirent intacts des cendres le bref apostolique et la lettre.
Soudain, levant les yeux à l'endroit où étaient posés le reposoir et le reliquaire, un novice, Frère Antoine Hudelot, âgé que de quinze ans, aperçoit à travers la fumée l'ostensoir, à sa place initiale, mais désormais suspendu à cinq pieds de hauteur. Par précaution, les moines posent en dessous de celui-ci un corporal, y allument des cierges, et font quérir les capucins de Vesoul, comme témoins.
Le soir même, tous écrivent un mémoire à l'archevêque de Besançon. Le lendemain, des messes sont célébrées dans l'église, tout au long de la journée, par tous les curés des paroisses voisines, quand tout à coup, aux environs de 10 h, l'un des cierges placés sous le reliquaire suspendu s'éteint à plusieurs reprises, malgré les tentatives de Dom Jean Garnier pour le rallumer. Soudain, l'ostensoir se mit à bouger avant de descendre se poser sur le corporal, après trente trois heures de lévitation, devant plus de mille témoins, venus assister à l'office. Lorsqu'ils ouvrent l'ostensoir, les moines trouvent les deux hosties intactes.

## La reconnaissance du miracle et l'adoration des Saintes Hosties
Du 26 mai au 4 juin 1608, les procureurs et avocats fiscaux de l'officialité diocésaine entendent une cinquantaine de témoins dont sept moines. Après ces concluantes auditions, l'archevêque publie le miracle le 10 juillet, et le 18 décembre, à la demande du vicomte Mayeur de Dole (jaloux du prestige apporté par ces miracles, il souhaite conserver les deux hosties dans sa ville fortifiée plutôt qu'à Favernay, bourgade mal défendue exposée aux querelles des protestants) l'une des deux hosties est transférée dans la Sainte-Chapelle de la collégiale Notre-Dame de Dole, et l'autre est conservée à Faverney.
Depuis cette année-là, malgré la profanation de l'hostie de Dole en 1793 (le maire de Dole, exalté, avale l'hostie), subsiste toujours dans ces deux villes, une dévotion spéciale aux Saintes Hosties, en particulier à Faverney, où ce culte a évincé celui de Notre-Dame la Blanche.
Enfin, grâce à l'intervention de Césaire Mathieu, archevêque de Besançon, auprès du pape Pie IX, le miracle de Faverney est officiellement reconnu par l'Église catholique, le 16 mai 1864.
Malgré le déclin du culte des reliques, vingt mille pèlerins font le voyage à Faverney en 1958 pour assister au congrès eucharistique qui célèbre le 350e anniversaire du miracle.